# 安东尼奥·帕拉福斯
安东尼奥·帕拉福斯（西班牙語：Antonio Palafox，1936年4月28日—），墨西哥男子网球运动员。他曾获得温布尔登网球锦标赛男子双打冠军、美国网球公开赛男子双打冠军。他也曾参加1959年泛美运动会。